# Kinderheim St. Clara
Das Kinderheim St. Clara in Gundelfingen an der Donau ist eine Jugendhilfeeinrichtung, die als ehemaliges Kinderasyl der Stiftung Kinderheim Gundelfingen gehört.
Das von dem Verein Donautal-Aktiv geförderte Heim bietet zudem einen Lern- und Erlebnishof, der sich dem nachhaltigen Wirtschaften im Sinne der Agenda 21 verschrieben hat.
Das Gebäude wurde 1890 erbaut, in ihm befindet sich eine Lourdesgrotte. Beide stehen unter Denkmalschutz.